# Антикитерский механизм

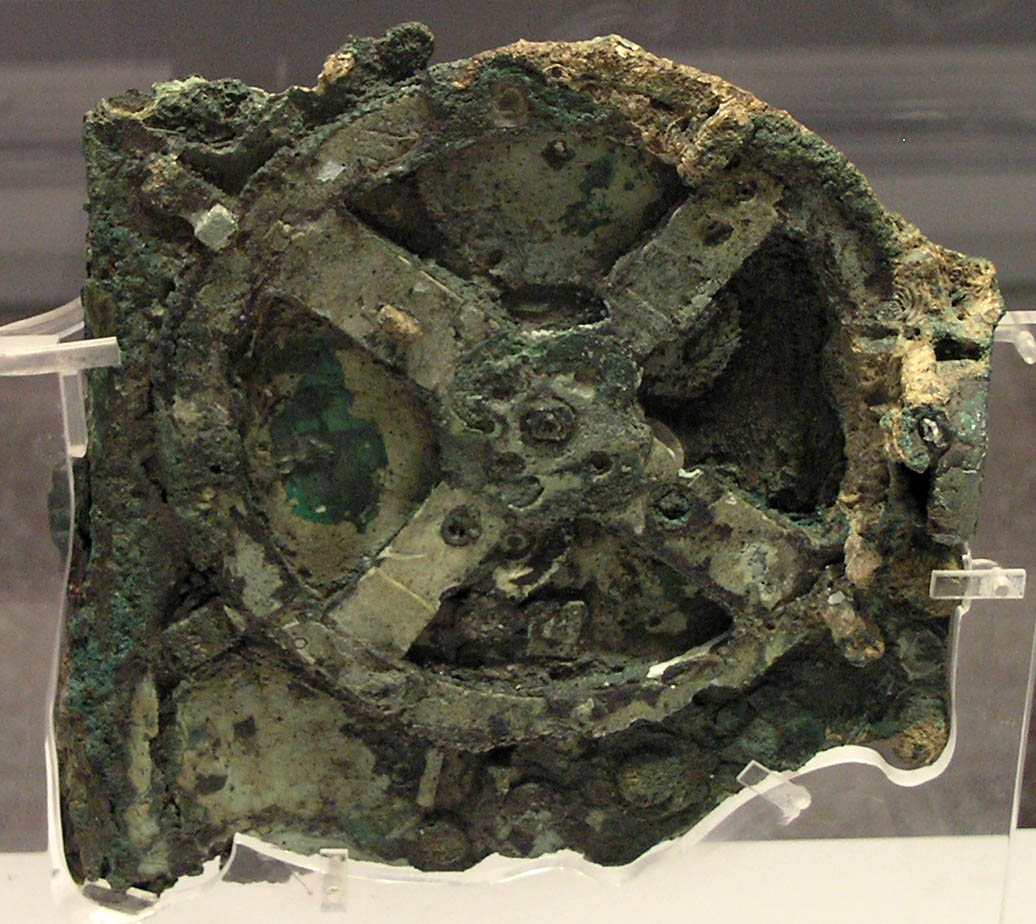
Антикитерский механизм (Фрагмент A — спереди)

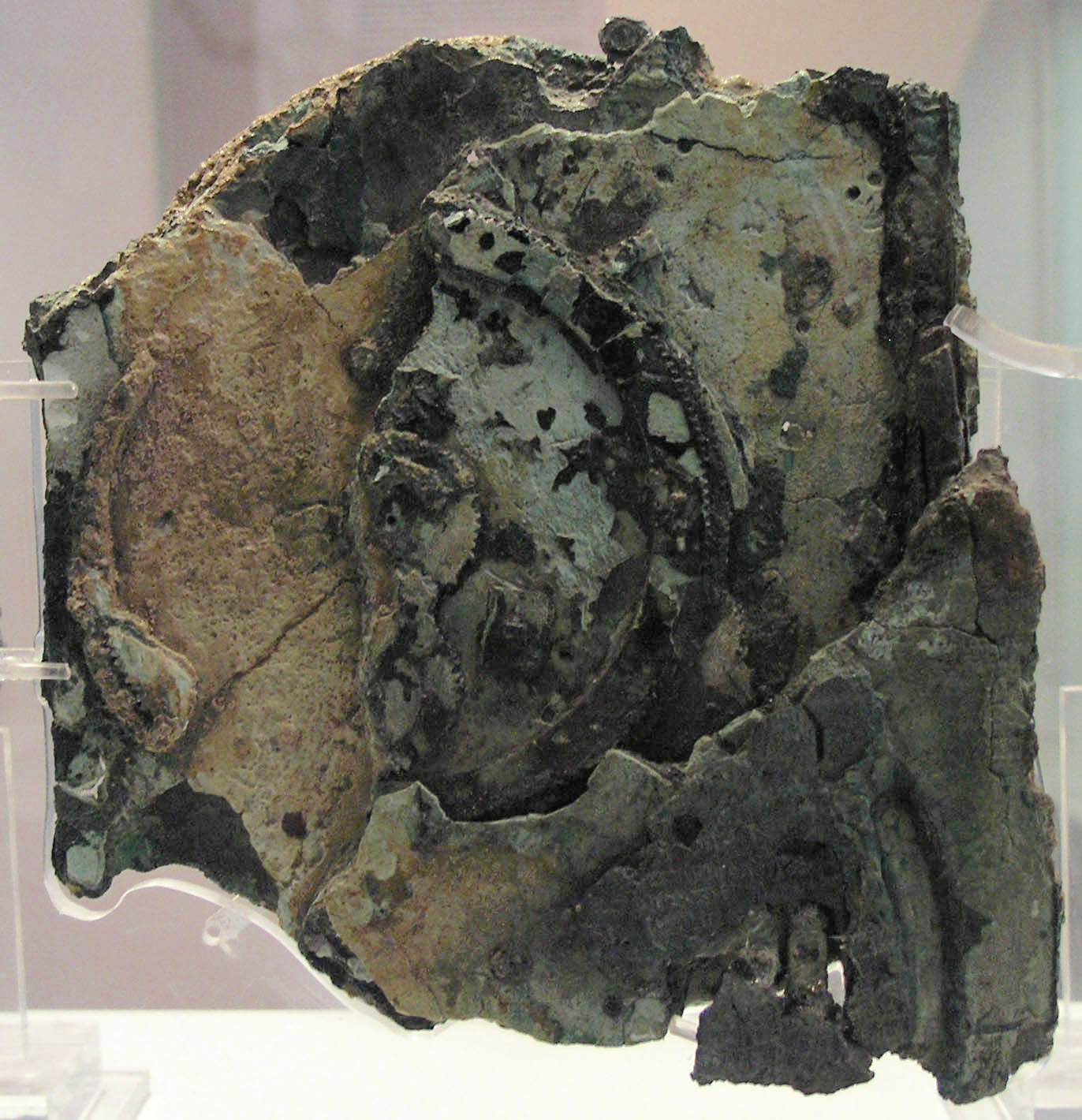
Антикитерский механизм (Фрагмент A — сзади)

Схема механизма

Антиките́рский механи́зм (другие варианты написания: андики́тирский, антикифирский, антикиферский; др.-греч. Μηχανισμός των Αντικυθήρων) — механическое устройство, поднятое в 1901 году с затонувшего античного судна. Остатки судна и его груз обнаружены греческим водолазом 4 апреля 1900 года недалеко от греческого острова Андики́тира (Антикитера, др.-греч. Αντικύθηρα). Механизм датируется приблизительно второй половиной II века до нашей эры (по некоторым оценкам — до 205 года до н. э.). Хранится в Национальном археологическом музее в Афинах.
Механизм содержал не менее 30 бронзовых шестерней в прямоугольном деревянном корпусе, на бронзовых передней и задней панелях которого были размещены циферблаты со стрелками. Две прямоугольные бронзовые защитные пластины прикрывали переднюю и заднюю панель. Ориентировочные размеры в сборе 31,5×17×6 см.
Механизм использовался для расчёта движения небесных тел и позволял узнать дату 42 астрономических событий. В 2017 году с помощью специально разработанной компьютерной программы определено, что устройство было, вероятно, разработано или использовалось в местности, которая расположена внутри полосы широт от 33,3 с. ш. до 37 с. ш. Мог быть изготовлен на Родосе (36,4 с. ш.) или в Сиракузах (37,1 с. ш.).
Устройства, аналогичные антикитерскому механизму, упоминаются более чем в дюжине литературных произведений, которые написаны с 300 года до нашей эры по 500 год нашей эры.

## История открытия
Греческий водолаз Ликопантис 4 апреля 1900 года обнаружил античный римский корабль, затонувший в Эгейском море между греческим островом Крит и полуостровом Пелопоннес недалеко от острова Андикитира (Антикитера) на глубине от 43 до 62 метров. Возможно, корабль шёл с острова Родос, где во II веке до нашей эры жил и работал известный греческий астроном и математик Гиппарх Никейский. Работы по подъёму древностей продолжались с ноября 1900 года по 30 сентября 1901 года. Водолазы подняли на поверхность множество артефактов: бронзовые и мраморные статуи — в том числе Аполлона, Гермеса, Одиссея, Диомеда со своими лошадьми и гигантского Геракла (похожего на Геркулеса Фарнезского из Археологического музея Неаполя) и так называемый «Антикитерский философ» (бронзовая статуя философа). Самой ценной из находок помимо механизма стала бронзовая статуя юноши — так называемый Эфеб с Антикитеры. Кроме того, были найдены небольшая бронзовая лира или гитара, остатки нескольких красивых диванов с бронзовыми орнаментами (со львами и утками), монеты, ювелирные изделия, керамика, уникальные изделия из стекла. Находки были переданы в Национальный археологический музей в Афинах для изучения и хранения. 17 мая 1902 года археолог Валериос Стаис осматривал куски корродированной бронзы, покрытые толстым слоем морских отложений, которые считали обломками статуй. Внезапно он обнаружил, что некоторые куски являются фрагментами механизма. Артефакт активно изучали с 1951 года, когда английский историк Дерек Джон де Солла Прайс заинтересовался им, обосновал и доказал, что механизм является уникальным античным механическим вычислительным устройством.
Монеты, найденные на затонувшем корабле в 1976 году экспедицией французского исследователя Жака-Ива Кусто, дали первую примерную дату изготовления находки — 85 год до нашей эры.

## Реконструкции

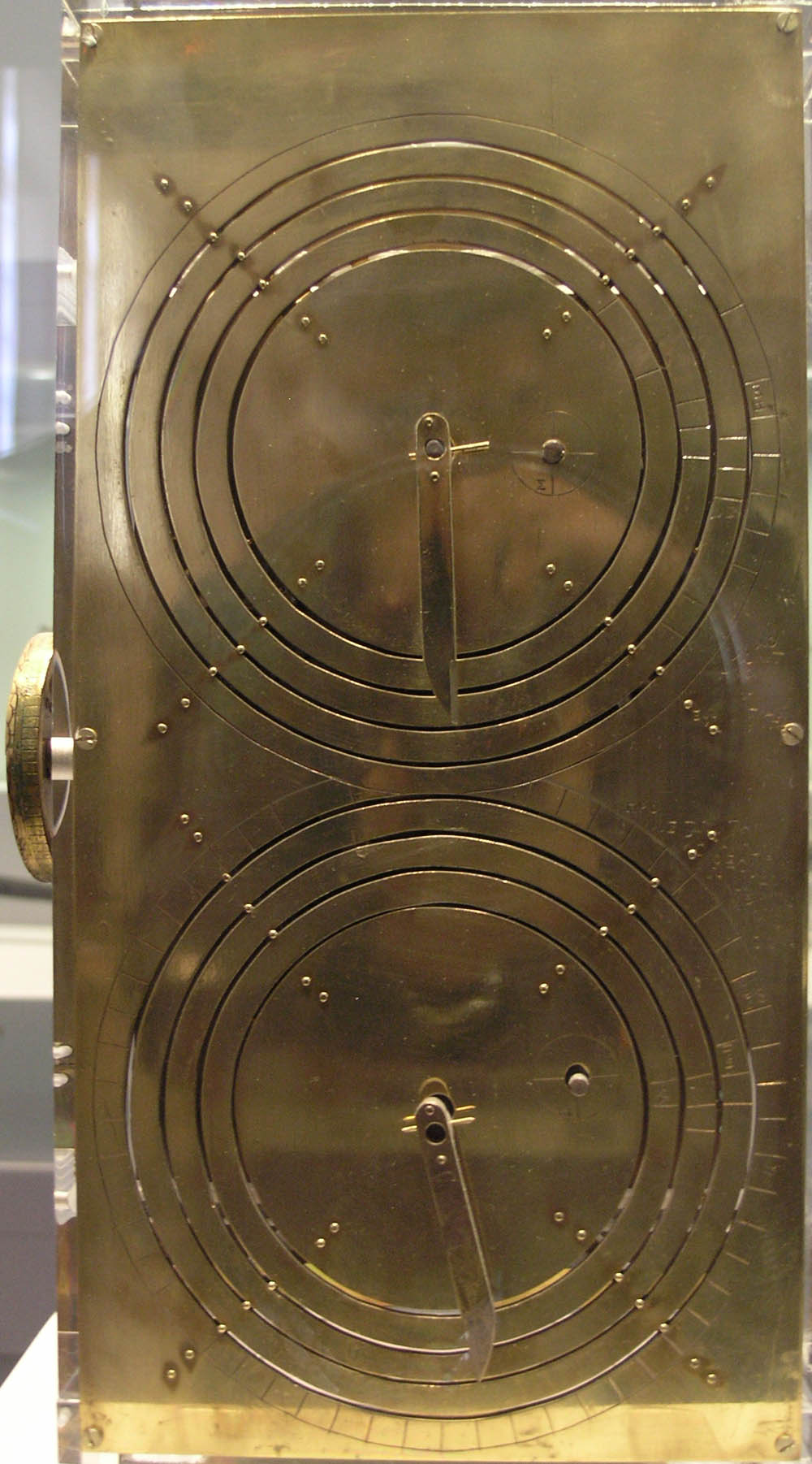
Реконструкция Прайса в Национальном археологическом музее Афин

### Первые исследования
Первые исследования механизма проводились с 1902 по 1910 и с 1925 по 1930 годы. Уже в ходе первых осмотров прибора стало ясно, что «астролябия», как некоторые изначально называли этот сложный прибор, была гораздо более продвинутой, чем любые известные астролябии. Редиадис, Радос и Теофанидис (все — греческие военно-морские офицеры и адмиралы) написали ряд статей на эту тему с 1903 по 1930 годы. Теофанидис сконструировал первую бронзовую модель астрономических часов, которые показывали некоторые из планет. Но более серьёзные результаты были получены с помощью рентгеновских исследований Прайсом в 1951—1978 годах.

### Реконструкция Прайса
Прайс провёл рентгеновское исследование механизма и построил его схему. В 1959 году он опубликовал в журнале Scientific American подробное описание механизма. Полная схема устройства была представлена только в 1971 году и содержала 32 шестерни.
Циферблат на передней стороне служил для отображения знаков зодиака и дней в году. Два циферблата на тыльной стороне были настроены на 2 цикла: система шестерён с передаточным соотношением 254:19 использовалась для моделирования движения Солнца и Луны относительно неподвижных звёзд. Соотношение выбрано на основе Метонова цикла: 254 сидерических месяца (периода обращения Луны относительно неподвижных звёзд) с большой точностью составляют 19 тропических лет или 254 − 19 = 235 синодических месяцев (периода смен фаз Луны). Второй цикл длится 223 лунных (синодических) месяца, по его завершении цикл солнечных и лунных затмений повторяется. Эти повторения позволяли вычислять положения светил в будущем — задавать настройки можно было, вращая ручку. Положение Солнца и Луны выводилось на циферблат с одной из сторон механизма.
В реконструкции Прайса присутствовала дифференциальная передача, которая, как ранее считалось, была изобретена не раньше XVI века. С её помощью вычислялась разность положений Солнца и Луны, которая соответствует фазам Луны. Она выводилась на другой циферблат. Британский часовщик Джон Глив (англ. John Gleave) построил работающую копию механизма по этой схеме.

### Реконструкция Райта
Майкл Райт (англ. Michael Wright), специалист по механическим устройствам из Лондонского музея науки, предпринял новое исследование механизма, для чего воспользовался методом рентгеновской томографии, которым были получены двумерные срезы механизма. Предварительные результаты исследования были представлены в 1997 году. Они показали, что в реконструкции Прайса имеются фундаментальные ошибки. В частности, было убедительно показано, что предположение о наличии дифференциальной передачи в механизме не соответствует действительности. В 2002 году Райт предложил свою реконструкцию. Он подтвердил общее заключение Прайса о том, что механизм служил для моделирования движения небесных тел. Согласно Райту, механизм мог моделировать движение не только Солнца и Луны, но и пяти известных в древности планет — Меркурия, Венеры, Марса, Юпитера и Сатурна.

### Проект «Исследование Антикитерского механизма»
В 2005 году стартовал греко-британский проект Antikythera Mechanism Research Project под эгидой Министерства культуры Греции. В нём приняли участие учёные из британского (в частности, профессор Майк Эдмундс (Mike Edmunds) и математик Тони Фрит (Tony Freeth) Кардиффского университета) и из двух греческих университетов с привлечением самой современной техники.
В том же 2005 году было объявлено об обнаружении новых фрагментов механизма. Для того, чтобы восстановить положение шестерён внутри покрытых морскими отложениями фрагментов, воспользовались компьютерной томографией, с помощью рентгеновских лучей позволяющей делать объёмные карты скрытого содержимого. За счёт этого удалось определить взаимосвязь отдельных деталей и рассчитать по возможности их функциональную принадлежность.
6 июня 2006 года было объявлено, что благодаря новой методике фотографирования — PTM (Polynomial Texture Mapping, полиномиальное картирование текстур; при использовании методики PTM объект фотографируют при освещении под разными углами, а затем на основе двухмерных снимков программа воссоздаёт наиболее вероятное трёхмерное изображение поверхности) удалось прочитать около 95 % содержащихся в механизме надписей (около 2000 греческих символов). Вновь прочтённые надписи подтвердили, что механизм мог вычислять конфигурации движения всех известных в древности планет, включая Марс, Юпитер, Сатурн (как ранее предположил Майкл Райт и реализовал в своей реконструкции механизма).
В 2008 году в Афинах был представлен глобальный доклад о результатах международного проекта Antikythera Mechanism Research Project. Удалось показать, что механизм был способен учитывать эллиптичность орбиты движения Луны, используя синусоидальную поправку (первая аномалия лунной теории Гиппарха) — для этого использовалось зубчатое колесо со смещённым центром вращения. Число бронзовых шестерён в реконструированной модели увеличено до 37 (реально уцелело 30). Механизм имел двухстороннее исполнение — вторая сторона использовалась для предсказания солнечных и лунных затмений. Примерный срок изготовления механизма отодвинут от ранее определённого и составляет 100—150 лет до нашей эры.
В 2016 году учёные представили результаты своих многолетних исследований. На сохранившихся 82 фрагментах устройства удалось расшифровать 2000 букв, в том числе 500 слов. Всё же описание, по мнению учёных, могло занимать 20 000 символов. В них рассказывалось о назначении устройства, в частности об определении дат 42 астрономических явлений. Кроме того, в нём были заложены функции предсказания, в частности, определялся цвет и размер солнечного затмения, а из него и сила ветров на море (греки унаследовали это верование от вавилонян). Исходя из дат астрономических событий исследователи определили, что прибор был сделан около 35-й параллели, вероятно, на острове Родос.

### Реконструкция Университетского колледжа Лондона
В 2021 году сотрудники группы изучения Антикитерского механизма в Университетском колледже Лондона расшифровали принцип работы зубчатой передачи антикитерского механизма и создали его действующую модель.

### Прочее
В 2010 году инженер Apple Эндрю Кэрол с помощью конструктора LEGO создал аналог антикитерского механизма по реконструкции Прайса (с использованием дифференциала).

## Функции и принципы работы механизма
Механизм представляет собой календарь, а также астрономическое, метеорологическое, образовательное и картографическое устройство. Это самый древний образец аналогового вычислительного устройства, первая известная механическая Солнечная система, планетарий и астрономические часы.
Механизм создавался с тщательно разработанными и изготовленными бронзовыми шестернями с зубьями треугольной формы, созданными для выполнения определённых математических расчётов, позволяющих пользователю найти положение небесных тел на небе. Фактические размеры шестерней оптимизированы для минимизации трения, давая необходимую прочность, позволяющую использовать прибор без прерывания работы и без использования подшипников. При изготовлении механизма были использованы разные сплавы меди с оловом и свинцом. Шестерни сделаны из более твёрдого сплава, зубья закалены. Пластины же механизма, на которых написаны инструкции, были сделаны из более мягкого материала.

### Основные функции механизма
- Отображение положения Солнца
- Отображение положения Луны (включая фазу)
- Определение солнечных и лунных затмений
- Определение даты важнейших греческих игр и празднеств: Олимпиады, Наайские игры, Пифийские игры, Немейские игры и Истмийские игры[26]

### Передняя сторона

Передняя сторона механизма. Реконструкция Freeth и Jones, 2012 г.

На передней стороне механизма находились две концентрические шкалы с зодиакальным и солнечным годами:
1. Положение Солнца на небе в течение года — использовался указатель с небольшой золотой сферой.
2. Расположение и фазы Луны в течение месяца — использовался указатель с небольшой серебряной сферой, который вращался вокруг двух осей.

Механизм, вероятно, имел указатели для планет. Из древних источников известно, что эти указатели были изготовлены из ценных пород дерева и показывали расположение планет с действительной переменной скоростью.

### Задняя сторона
На задней стороне механизма указатели показывали:
1. Солнечные и лунные затмения на основе:
  - цикла Сарос продолжительностью 223 месяца (спиральная шкала);
  - цикла Экселигмос продолжительностью 54 года (малая круговая шкала);
2. Появление Луны в той же фазе и в том же положении на небе с помощью:
  - Метонова цикла (19 лет), который до сих пор используется для вычисления греческой Православной Пасхи (спиральная шкала);
  - Периода Каллипа продолжительностью 76 лет (малая круговая шкала);
3. Годы Панэллинских празднеств: Олимпиады, Пифийские игры, Немейские игры и Истмийские игры (малая круговая шкала).

## Схожие механизмы
- Марк Туллий Цицерон в философском трактате «О государстве»[27] рассказывает об аналогичном устройстве, созданном Архимедом:

Но — сказал Галл — такая сфера, на которой были бы представлены движения Солнца, Луны и пяти звёзд, называемых странствующими и блуждающими, не могла быть создана в виде сплошного тела; изобретение Архимеда изумительно именно тем, что он придумал, каким образом, при несходных движениях, во время одного оборота сохранить неодинаковые и различные пути. Когда Галл приводил эту сферу в движение, происходило так, что на этом шаре из бронзы Луна сменяла Солнце в течение стольких же оборотов, во сколько дней она сменяла его на самом небе, вследствие чего и на небе сферы происходило такое же затмение Солнца, и Луна вступала в ту же мету, где была тень Земли, когда Солнце из области… [Лакуна]

- Гораздо более примитивные астрономические шестерёночные календари византийского и исламского периодов выставлены в ряде музеев мира. Так, в Лондонском музее науки хранятся фрагменты подобного устройства VI века нашей эры[28]
- О «лунном коробе» сообщает аль-Бируни в «Элементарном трактате об искусстве астрологии» (X век н. э.). Прибор был предназначен для определения фаз Луны, положения Луны и Солнца. «Короб» показывал часы, дни недели и знаки Зодиака[29].

## Фильмография
- «С точки зрения науки. Звёздные часы» (англ. Naked Science: Star clock) — документальный фильм, снятый National Geographic в 2010 году.
- «Первый в мире компьютер. Разгадка Антикитерского механизма» (англ. Naked Science: The world`s first computer. Decoding the Antikythera mechanism.) — документальный фильм, снятый Images First Ltd в 2012 году.
- «Антикитерский механизм. 2000-летний компьютер» (англ. The Antikythera Mechanism: The Two-Thousand-Year-Old Computer) — документальный фильм, снятый Майком Бекхемом в 2012 году.
- «Очень странные экспонаты». Документальный сериал 2020 года, 4 серия.
- «Индиана Джонс и Колесо судьбы» — художественный фильм 2023 года об Индиане Джонсе, сюжет которого вертится вокруг древнего артефакта, похожего на Антикитерский механизм[30].